# 로빈이 토끼란 사실을 알고 있었나
로빈이 토끼란 사실을 알고 있었나는 2008년 디지털 싱글 앨범 [로빈이 토끼란 사실을 알고 있었나]로 데뷔한 대한민국의 음악 그룹이다.

## 음반
- 2008 MBC 대학가요제 (2008)
- 로빈이 토끼란 사실을 알고 있었나 (2008)
- 잊지 못해 (2021)

## 수상
- 제32회 MBC 대학가요제 동상 (2008)